# East Tawakoni (Teksas)
East Tawakoni je grad u američkoj saveznoj državi Teksas. Prema popisu stanovništva iz 2010. u njemu je živjelo 883 stanovnika.